# إبراهيم مسعود (كاتب)
إبراهيم مسعود هو مؤلف وكاتب وسيناريست مصري من مواليد عام 1933 في مدينة القاهرة، قدّم العديد من الأعمال الهامة في السينما المصرية خلال مسيرته الفنية الطويلة.

## أعماله
كانت أول قصة بوليسية كتبها في حياته هي «قتل مع سبق الإصرار» وهي التي تحولت إلى مسلسل تلفزيوني عام 1974م بعنوان «سيمفونية ذكاء»، توالت أعماله بعدها في السينما والتلفزيون، وبلغت 26 مسلسلاً و11 فيلماً منها، مسلسل «الوهم والحقيقة» من بطولة صلاح ذو الفقار وإخراج حسن سيف الدين، ومسلسل «مفتش المباحث» من بطولة صلاح ذو الفقار وإخراج عبد الله الشيخ، ومسلسل «داليا المصرية» من بطولة صلاح ذو الفقار ومديحة سالم وإخراج رفعت قلدس. كما قدم في المسرح مسرحية «عطية الإرهابية» من بطولة سهير البابلي وإخراج جلال الشرقاوي. وتميزت أعماله بالمضامين البوليسية والاجتماعية والنفسية والرومانسية والاستخباراتية. توفي الكاتب في 27 مايو / أيار عام 2016م بعد صراع طويل مع المرض، في مستشفى وادي النيل بحدائق القبة، عن عمر ناهز 83 عامًا.